# Władimir Riezajew
Władimir Riezajew, ros. Владимир Резаев (ur. 4 stycznia 1950) – reprezentujący ZSRR rosyjski lekkoatleta, chodziarz.
W 1973 był mistrzem Związku Radzieckiego w chodzie na 20 kilometrów.
W 1980 ustanowił (nieaktualny już) rekord Europy w chodzie na 50 000 metrów – 3:48:59,0.

## Rekordy życiowe
- Chód na 50 kilometrów – 3:46:57 (1979)[2]